# Basielka
Basielka (1023 m), również Basilka, Góra Basilka lub Wasielka – szczyt w Gorcach (1023 m), wznoszący się nad Koninkami, a dokładniej nad przysiółkiem Zagronie i Koniną. Znajduje się na grzbiecie odchodzącym w północnym kierunku od Turbacza. W grzbiecie tym znajdują się kolejno: Czoło Turbacza (1259 m), Kopieniec (1080 m), Wierch Spalone (1091 m), Turbaczyk (1078 m) i Basielka (1023 m).
Basielka jest mało wybitnym i znanym szczytem Gorców, przez co nazwy tej zwykle nie podają mapy i przewodniki turystyczne. Turystyczna mapa Gorców podaje nazwę Wasielka dla zarośniętej już polany na północnych stokach tej góry. Nazwę Wasielka wykorzystywał też Władysław Orkan w swoich utworach.

## Topografia
Basielka to mało wybitny szczyt, będący najwyższym punktem polany polany Łąka pod Turbaczykiem, na której w młodości wypasał owce i woły Władysław Orkan. Oprócz niej w dolnej części stoków Basilki było dawniej jeszcze kilka polan zaznaczonych na mapie Geoportalu, jednak zarosły już lasem. Na nowszych mapach zaznaczona są jeszcze dwie polany: Polana Gąsiorowska i Młynarska Polana w dolnej części północno-zachodnich stoków (nad Koninkami)
Basilka znajduje się w obrębie Gorczańskiego Parku Narodowego, w granicach Koninek (część wsi Poręba Wielka w województwie małopolskim, w powiecie limanowskim, w gminie Niedźwiedź). Jej południowo-zachodnie stoki opadają do doliny potoku Turbacz (dopływ Koninki), północno-zachodnie do doliny Domagałów Potoku (dopływ Porębianki). W północno-zachodnim kierunku od Basilki odchodzi grzbiet Starmachowskiego Gronia, w północnym kierunku grzbiet Czechowej Góry, oddzielone doliną Maciejkowego Potoku.
Basielka została uwieczniona na obrazie. Jest to pejzaż namalowany przez Władysława Orkana – „Widok z Pustki na Wasielkę”, który można oglądać w gabinecie Orkanówki.

## Szlaki turystyczne
Niedźwiedź – Orkanówka – Łąki – Turbaczyk – Spalone – Czoło Turbacza – Turbacz. Odległość 10,8 km, suma podejść 970 m, suma zejść 240 m, czas przejścia 3 godz. 25 min, z powrotem 2 godz. 20 min.

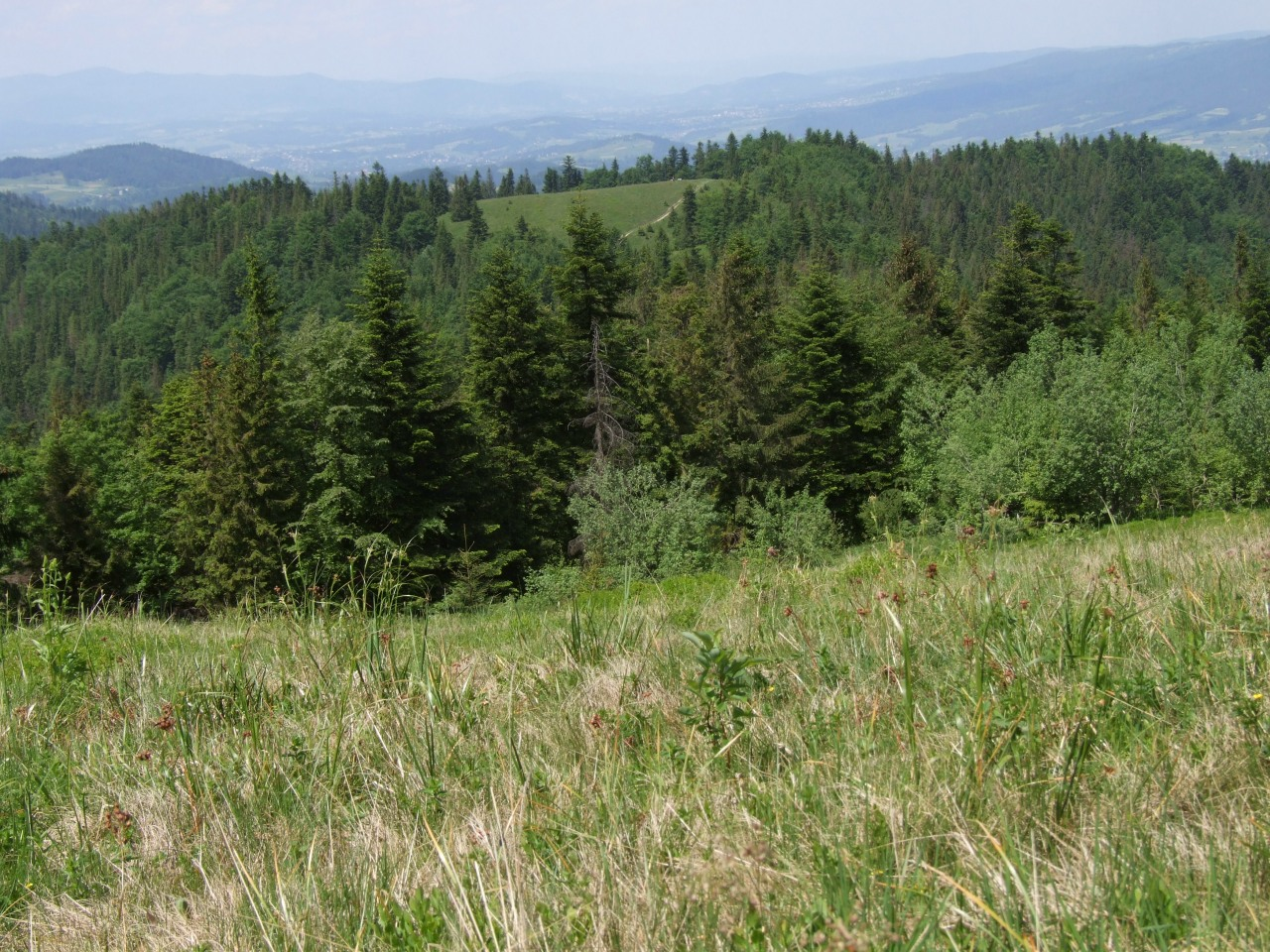
Basilka i polana Łąki. Widok z Polany Turbaczyk